# Girls Aloud
Girls Aloud es un popular grupo musical británico nacido de la versión británica del programa Popstars llamado PopStars The Rivals en 2002. El grupo estuvo compuesto por Cheryl, Nicola Roberts, Nadine Coyle, Kimberley Walsh y Sarah Harding. Firmando con Fascination Records un sello de la discográfica Polydor. Girls Aloud fue uno de los grupos pop más exitosos de la década del 2000 con veinte sencillos consecutivos alcanzando el top 10 (incluyendo cuatro números uno), cinco discos de platino y ventas que ascienden a más de 8 millones de unidades en el Reino Unido. Fueron nominadas a los BRIT Awards, cinco veces ganando en 2009 el premio a "Mejor Single del Año" por "The Promise". A fines de 2008 el grupo anunció que se separarían temporalmente para no desgastar la imagen del grupo y para poder dar paso a sus respectivas carreras solistas, dicha separación empezó luego de su exitosa gira Out of Control Tour a mitad de 2009. En 2010 Cheryl Tweedy declaró que las Aloud se volverían a juntar para grabar nuevo disco, y un posible tour y a mediados de 2012 estas declaraciones fueron apoyadas por Nicola Roberts y Nadine Coyle.
Girls Aloud colaboró con Brian Higgins y su equipo de composición y producción Xenomania ganaron el reconocimiento del grupo crítico, debido a un enfoque innovador a la música pop. El grupo se convirtió en un predecesor de ganadores o salidos de un reality en Reino Unido que logró el éxito continuo, seguidas de banda pop como One Direction, la banda acumuló una fortuna de £ 25 millones en mayo de 2010. Los Guinness World Records, las clasifica como "Grupo de reality más exitoso" en la edición de 2007. También tienen el récord de "más consecutivos Top Ten de las listas del Reino Unido por un grupo de mujeres" en la edición de 2008, y se les atribuye de nuevo "Grupo salido de un reality más exitoso" en la edición de 2011.
La banda, antes de entrar en receso en 2009, acudió a artistas de apoyo, entre ellos Edei (usaba su nombre de nacimiento, Emma Deigman, como su nombre de artista). Durante su descanso, las cinco miembros han participado en una variedad de proyectos, tanto como solistas televisión y actuación. En octubre de 2012, regresaron para celebrara 10 años como grupo además lanzaron un sencillo para caridad el 21 de marzo de 2013 después de su último concierto en el Ten Tour, la banda confirmó su separación definitiva. Según The Official UK Charts Company, hasta entonces, el quinteto vendió 4 millones de álbumes y 4,3 millones de sencillos en el Reino Unido, donde se convirtió en la agrupación femenina que registró la mayor cantidad de sencillos vendidos durante el siglo XXI. Su álbum más vendido fue su primer álbum de grandes éxitos, The Sound of Girls Aloud: The Greatest Hits (2006), el que vendió 1,2 millones de copias en el Reino Unido, mientras que su tema más exitoso fue su sencillo debut, «Sound of the Underground» (2002), el que vendió 653 000 copias en dicho país.

## Historia

### Popstars the rivals y Formación
Girls Aloud se formó a finales de 2002, en el Reality show de la cadena inglesa ITV1 Popstars the rivals, Este programa siendo la segunda versión británica de la franquicia Popstars, vería la creación de dos grupos rivales, una banda masculina y otra femenina, cada una conformada por 5 miembros, los cuales competirían entre ellos para ocupar el primer puesto en la tabla de sencillos navideños de Reino Unido. Miles de concursantes asistieron a las audiciones en varias partes de países Británicos con la esperanza de ser seleccionados. 10 mujeres y 10 hombres fueron escogidos como finalistas por los jurados Louis Walsh, Pete Waterman, y la ex Spice Girls, Geri Halliwell. Estos finalistas se tomaron el escenario los sábados por la noche (alternando semanalmente entre mujeres y hombres). Cada semana el concursante con la menor cantidad de votos telefónicos era eliminado, hasta que al final los grupos finalistas se completaban. Girls Aloud se formó el 30 de noviembre de 2002, frente a millones de telespectadores en el programa, anunciadas en orden por Davina McCall. Empezando con Cheryl Cole, Nicola Roberts, Nadine Coyle, Kimberley Walsh y Sarah Harding,quien dejaría por fuera a la favorita de muchos Javine Hylton. A pesar del poco apoyo que tenían las chicas en un comienzo, ya que los medios estaban de parte de los chicos, el primer sencillo debut de Girls Aloud “Sound of the Underground” alcanzó el puesto número uno de la tabla de sencillos Británicos y permaneció en esa posición por cuatro semanas consecutivas, así se hicieron con el título de ganadoras del reality. La banda recibió un récord del tiempo más corto entre la formación de la banda y alcanzar el puesto número 1.

## Carrera musical

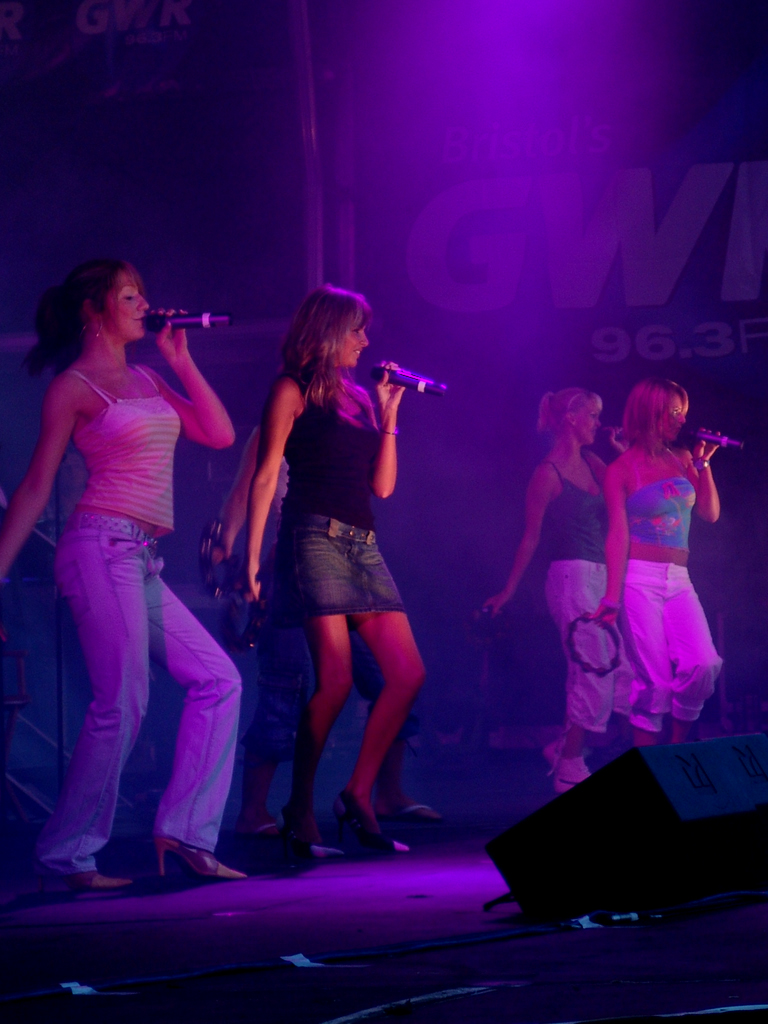

### 2003 - 2004Sound Of The UndergroundyWhat Will the Neighbours Say?
Su primer sencillo como grupo fue "Sound of the Underground", que ostentó el #1 por varias semanas en el Reino Unido. Las chicas demoraron 5 meses en sacar a la luz el que sería su segundo sencillo, "No Good Advice", una canción pop-rock que aunque no consiguió el mismo éxito que el primero, alcanzó una digna segunda posición. Tras los dos primeros sencillos colocados entre los más vendidos lanzaron el disco llamado: "Sound Of The Underground" como disco debut.
Publicado en el año 2003, alcanzó directamente el número #2 en las listas de álbumes, solo superado por "Justified" de Justin Timberlake.
Ese mismo año decidieron apostar por un tercer sencillo para que ayudase a las ventas del disco. La canción elegida fue "Life Got Cold", con la que lograron volver a colarse entre los más vendidos al alcanzar el #3 en las listas Británicas. Aun así fue su sencillo menos vendido hasta la fecha.
Después de ver que el sencillo no alcanzaba ventas dignas y el disco no había llegado a vender lo esperado a las chicas les proponen cantar el tema principal de la película de esas navidades en el Reino Unido, "Love Actually".
El tema era una versión llamado "Jump!". El sencillo inesperadamente logra posicionarse en el #2 y ser uno de los más vendidos del año en el Inglaterra. Al ver este éxito, la discográfica decide reeditar el disco con temas inéditos incluyendo el sencillo "Jump!" y gracias a ello, el disco logra llegar a ser platino (300.000 copias) en el Reino Unido.
Tras un descanso, Girls Aloud vuelve a escena en 2004 con una imagen y un sonido renovado. Dejaron el pop-rock del primer disco y se acercaron al pop-dance inglés.
El sencillo de presentación de este segundo disco fue el tema "The Show", que entró directo al número #2 de las listas musicales.
Al ver que el sencillo empezaba a caer en picado en las listas llegó un apresurado segundo sencillo llamado "Love Machine".
Este sencillo vuelve a llegar al número #2 pero con mejores ventas que el primero y por primera vez les llega el reconocimiento de los medios proponiendo a "Love Machine" como sencillo del año en el Reino Unido.
Al terminar la promoción del sencillo, la BBC les propone a las chicas que el siguiente sencillo forme parte de la campaña navideña "Children In Need"(Una campaña a favor de los niños desfavorecidos del Reino Unido).
Girls Aloud dice sí a la propuesta y el tema escogido es la versión del grupo Pretenders, "I'll Stand by You". El sencillo logra volver a poner a las chicas en la cima de las listas con un #1 por dos semanas consecutivas.
Tras estos tres sencillos publican el disco llamado: "What Will the Neighbours Say?" y alcanzan la posición #6 de las listas de ventas. Con este disco las Girls Aloud duplicaron las ventas del primero, consiguiendo un doble platino.
Después del éxito del álbum lanzan el que sería el cuarto y último sencillo del disco "Wake Me Up" que alcanzó el #4 en las listas musicales del Reino Unido.
Tras esta etapa de éxito muy merecido con nominaciones a premios, reconocimientos musicales las chicas hacen su primer tour por el Reino Unido llamado What Will the Neighbours Say? Live.

### 2005 - 2006Chemistryy The Sound Of... Girls Aloud: The Greatest Hits
Tras un descanso después de este tour de enorme éxito, las chicas se ponen a grabar el que sería su tercer disco de estudio. De estilo Pop experimental.
El sencillo de presentación de esta nueva etapa musical fue "Long Hot Summer", una canción que estaba acompañada por uno de sus vídeos más sexys. El sencillo logró alcanzar un #7 puesto en las listas, alejando a las chicas de sus acostumbrados primeros puestos. Tras este sencillo viene al rescate el segundo del disco "Biology" y se convierte, aún a fecha de hoy, en uno de sus mayores éxitos alcanzando una posición #4 en el Reino Unido. En diciembre del año 2005 el disco sale al mercado y a sorpresa de todos alcanza una discreta posición #11 en los charts, sacando a las chicas de su acostumbrado Top 10. Aun así, "Chemistry" logra ser platino y superar en ventas a "Sound Of The Underground".
Tras esto, se lanza el que sería el tercer sencillo, "See The Day" que alcanza una discreta posición en las listas, convirtiendo al sencillo en uno de los menos vendidos. Desde un principio las componentes de Girls Aloud se mostraron descontentas con la elección del sencillo y en el documental sobre la banda "Off the record" dan muestras de ello. Se sienten descontentas con la decisión de la discográfica al elegir esa balada. Después de todo, deciden lanzar otra balada como sencillo, "Whole Lotta History" que alcanza una posición #6.
Las chicas vuelven a los escenarios con "Chemistry Tour", con el que vuelven a reventar en ventas y marketing.
Ese mismo año, la discográfica de las chicas "Polydor Records" decide crear una nueva empresa llamada "Fascination Records", parte de la anterior, y que se centraba en los artistas pop más importantes de la discográfica, entre los que se encontraban las Girls Aloud.
Antes del cuarto disco, llega una recopilación de todos sus éxitos hasta entonces. El álbum además contiene tres temas inéditos, de los cuales 2 son los sencillos elegidos para promocionar el disco: "Something Kinda Oooh" y "I Think We're Alone Now".
El primer sencillo llega con fuerza y alcanza un #3 puesto en ventas convirtiéndose en uno de los sencillos más vendidos de las chicas. Tras esto llega el álbum y en su primera semana a la venta alcanza directamente el #1 en las listas convirtiéndose en el primer trabajo de las chicas en obtener el primer puesto. El éxito del disco es ayudado por el segundo sencillo que alcanza el #4 en las listas británicas.
Tras el enorme éxito del grandes éxitos, la fundación benéfica Comic Relief propone a las dos bandas femeninas de mayor éxito en el Reino Unido que se unan para lanzar un sencillo esas mismas navidades. Sugababes y Girls Aloud cantan así el tema de Aerosmith "Walk This Way" que consigue el #1 en las listas de éxitos, luego de lanzar esta versión las chicas anunciaron que no volverían a lanzar una versión como sencillo.

### 2007 - 2008 Tangled Up y Out Of Control

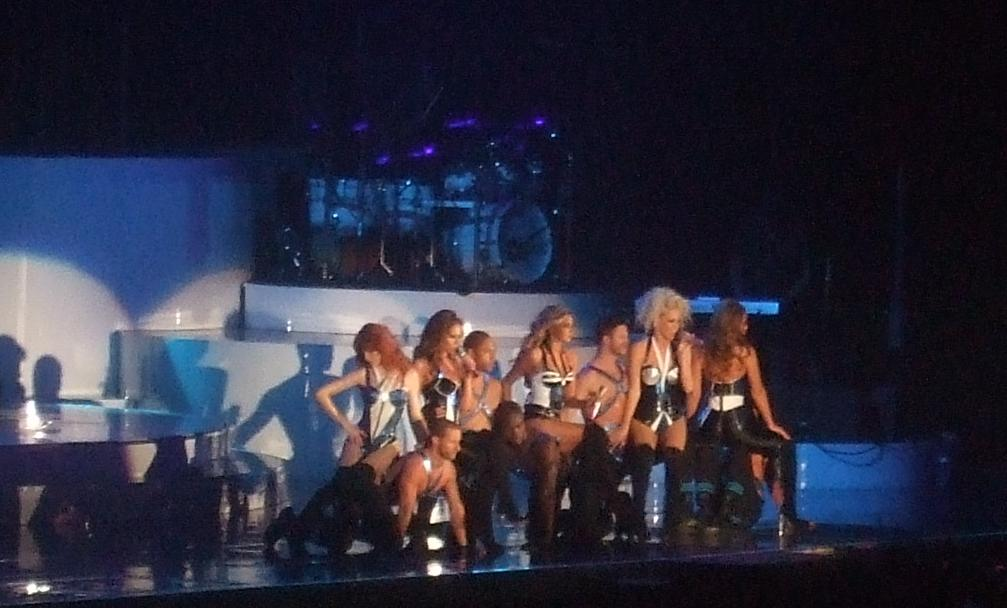
Girls Aloud en el Tangled Up Tour

Tras otro tour de éxito, esta vez en el Wembley Arena, las chicas graban el siguiente disco de estudio donde vuelven a cambiar imagen y estilo musical, en esta ocasión alejándose del pop-experimental de "Chemistry" y acercándose al pop electrónico.
El sencillo de presentación es "Sexy! No, No, No" que alcanza el #5 en las listas de éxitos y una nominación al vídeo del año en los BRIT Awards.
El segundo sencillo es la canción "Call The Shots", que se convierte en uno de sus mayores éxitos alcanzando la posición #2 en las listas musicales y aguantando varias semanas en el Top 10.
La semana anterior al lanzamiento de "Call The Shots", se puso a la venta el disco, que alcanzó un remarcable número 4 en las listas de ventas. Consiguió así llegar al platino superando en ventas a "Chemistry" y "Sound Of The Underground".
El tercer y último sencillo del álbum fue la canción "Can't Speak French" que alcanzó una discreta posición número 9 pero consiguió las ventas suficientes para convertirse también en uno de sus sencillos más vendidos. La canción tuvo su versión en francés titulada "Je Ne Parle Pas Français".
A finales del año 2008 las chicas lanzan un nuevo sencillo al mercado, esta vez se alejan del pop electrónico de "Tangled Up" y se centran en un pop puro, un pop años 60.
"The Promise" alcanza el número 1 de las listas musicales y se convierte en el segundo sencillo más exitoso de las Girls Aloud, solo superado por "Sound Of The Underground".
Tras varias actuaciones y llegar en esta etapa a la "cima" en cuanto a fama y publicidad, publican el disco, "Out Of Control". Este alcanza también el número 1 en las listas de ventas y se convierte así en el segundo disco de estudio más vendido de las chicas, solo superado por el Grandes Éxitos. Tras estas enormes sorpresas, se lanza el segundo sencillo del álbum, "The Loving Kind", que no recibe promoción alguna pero obtiene la posición número 10 del chart británico. Si bien el sencillo dejó el Top 10 a la semana siguiente, de igual forma se convirtió en el vigésimo sencillo de las chicas en el top 10, lo que se celebró con un megamix como "B-Side" de "The Loving Kind".
El tercer sencillo de "Out Of Control" fue "Untouchable", la canción llegó al puesto 11 en las listas británicas, vendiendo 54.000 copias.

### 2009 - 2012 descanso indefinido y Carreras Solistas

#### Cheryl Cole
El 26 de octubre de 2009 Cheryl Cole lanza a la venta su primer álbum debut titulado: 3 Words; del cual se desprende el sencillo debut Fight for This Love el cual fue lanzado el 18 de octubre de ese mismo año. De este álbum también se desprenden otros sencillos como "3 Words" con la colaboración del cantante Will.I.Am y "Parachute", todos con un gran éxito y con gran acogida por el público, pero siendo de mayor éxito el primero, siguiéndole en orden de éxito el sencillo: Parachute.
El 16 de octubre de 2010 Cole dio a conocer que su segundo álbum se titularía Messy Little Raindrops además de la portada y el track list que lo compondría. El primer sencillo de este nuevo álbum fue titulado: Promise This, el cual Cheryl logró posicionar como sencillo de más rápida venta, que luego se convertiría en número uno en todos los charts de UK. La primera presentación en vivo de este sencillo fue en el programa X factor. UK. Posterior lanzó al mercado el segundo sencillo de Messy Little Raindrops Titulado The Flood.
En 2011 Cole se unió a la versión estadounidense del show X factor, en el cual no permaneció mucho tiempo. Una vez salió del se concentró en trabajar en su tercer disco "A Million Lights" El primer sencillo de dicho Álbum fue Call My Name, el cual se convirtió rápidamente en unos de los sencillos británicos más vendidos del 2012. Su segundo sencillo de esta campaña fue Under The Sun aunque tuvo un éxito moderado en Europa.

#### Nadine Coyle

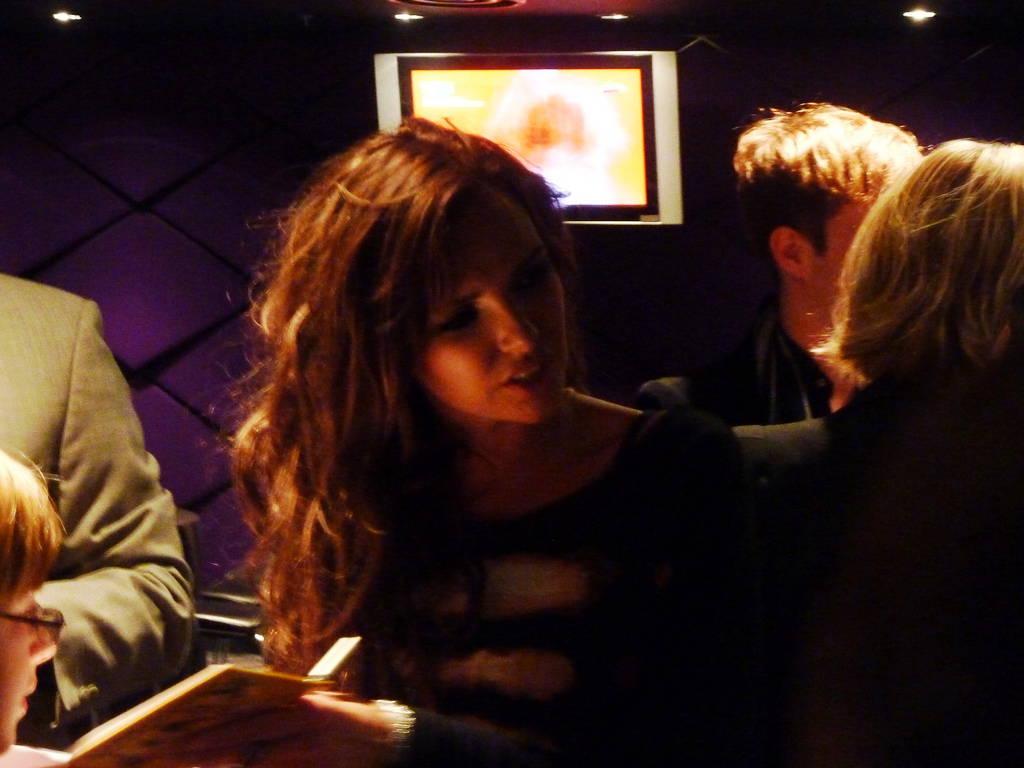
Nadine Coyle luego de un show en 2009

En septiembre de 2010, Coyle anuncio el lanzamiento de su álbum debut, titulado "Insatiable".
El primer y único sencillo de este álbum fue la canción titulada también Insatiable. Coescrita por Guy Chambers y producida por Ricci Riccardi, la canción tiene un aire al pop-rock de los '80. El 29 de octubre, Coyle hizo la primera presentación en vivo de "Insatiable" en el show de Paul O'Grady Live. Insatiable generó críticas mixtas y no tuvo una buena acogida comercial.
En 2011 Nadine y su equipo anunciaron un nuevo sencillo llamado “Sweetest High” además de una campaña llamada Nadine 2.0 pero dicho sencillo no fue muy promocionado. Actualmente Nadine se encuentra trabajando en música para su segundo álbum de estudio.

#### Nicola Roberts
Durante parte del 2009 y 2010 Nicola se decidió en una línea de maquillaje para mujeres blancas como ella. llamada "Dainty Doll" además de un documental con la BBC de Londres sobre la Tanorexia titulado "Nicola Roberts: The Truth About Tanning·". Además a finales del 2010 hubo rumores acerca de un posible contrato con Sony Records, que es confirmado con el anuncio de un disco solista que saldría a mediados del 2011.Dicho álbum se tituló Cinderella's Eyes el cual contó con 3 sencillos. El primero fue Beat Of My Drum producido por Dimitri Tikovoi y Diplo el sencillo salió al público el 2 de junio de 2011 seguido por el vídeo 5 de junio del 2011. El segundo sencillo Lucky Day fue confirmado el 10 de julio de 2011 y fue lanzado el 18 de septiembre de 2011. El tercer y último sencillo de Cinderella's Eyes fue Yo-Yo el cual fue lanzado el 6 de enero de 2012. Cinderella Eyes fue aclamado por la crítica, siendo llamado "El mejor disco de una integrante de Girls Aloud", fue un disco muy personal en donde Nicola hablaba de sus experiencias personales al ser etiquetada como la "patito feo" del grupo. El álbum no tuvo buena acogida comercial. Nicola trabajo en un Reality Show junto Rihanna, la estilista Lysa Cooper y el diseñador Henry Holland

#### Kimberley Walsh
La carrera de solista de Walsh se centró más en, la televisión que en la música, empezando como juez en un show de caridad llamado Let's Dance for Sport Relief, además de ser la corresponsal para mtv uk y E! de los BAFTA junto a Steve Jones ser anfitriona en The 5 O'Clock Show un programa matutino británico y Suck My Pop trasmitido por la cadena inglesa Viva. Walsh también filmó un documental titulado Blue Jean girl for Sky. Además de escribir una columna semanal en la versión británica de la revista OK!. Walsh también fue imagen y modelo para las marcas New Look y Henkel.
A inicios del 2012 se une al rapero Aggro Santos y lanza una canción llamada "Like U Like" la cual estuvo en los top 10 en ventas en Reino Unido y el top 20 en Irlanda, Walsh También hizo parte del elenco de la comedia familiar Horrid Henry: The Movie, donde interpretó a Prissy Polly, la película fue extremada el 29 de julio de 2011, en octubre de ese mismo año se anuncia que Walsh se uniría al elenco de Shrek The Musical in the West End, donde interpretaría a la princesa Fiona, continuó con el rol hasta marzo de 2012, También en el 2012 Walsh de uniría a Alfie Boe, para crear una versión de One Vision canción de la banda Queen, la cual será sencillo del equipo de Gran Bretaña para la XXX edición de los Juegos Olímpicos.
En 2013 Kimberley realizó su primer álbum de estudio titulado "Centre Stage" el cual recopila canciones de famosos musicales, de este se desprendió solo un sencillo llamado "One Day I'll Fly Away, del musical Moulin Rouge. "Centre Stage" tuvo una fría acogida comercial, durando solo 3 semanas en los Top 100.

#### Sarah Harding
Harding opto por la opción de la actuación, participando en diversas películas como Bad day donde interpretó a Jade Jennings, Freefall donde interpretó a Sam, también participó en St. Trinian's II: The Legend of Fritton's Gold donde hizo el rol de Roxy, además grabó temas para la banda sonora de esta película, en el 2011 se dijo que tal vez lanzaría un álbum solista pero este nunca se materializó ese mismo año fue la conductora de una show Británico llamado Dating in the Dark. En el 2012 Sarah junto a otras celebridades es imagen para la marca Pentax que lanzaría su modelo K-30 DSLR Además este mismo año anunció que en el 2013 lanzaría álbum solista.

### 2012 - 2013: TEN y Separación
Desde 2011 las integrantes de la banda por separado, anunciaba que regresarían a finales del 2012 para celebrar su décimo aniversario desde que se creó la banda, Una vez inició el 2012, empezaron a salir rumores como el de una presentación especial en el "Royal Variety Performance" y un documental llamado "10 Years Of Girls Aloud". En agosto de 2012 en una entrevista la integrante Cheryl confirmó una oración de la nueva canción de las chicas 'I Just Wanna Dance'.
El 9 de octubre del mismo año en la página oficial anunciaron que regresarían en 10 días colocando un reloj en cuenta regresiva, la cual culminó con el lanzamiento del vídeo de "Something New" y una rueda de prensa se anunció los planes de la banda. Entre ellos un sencillo benéfico para la organización Children in Need" que pertenece a un segundo álbum recopilatorio llamado "TEN" el cual fue lanzado el 26 de noviembre de 2012 y una gira por UK e Irlanda en el 2013 llamada 'Ten - The Hits Tour 2013'. En diciembre se anunció un posible segundo sencillo "Beautiful 'Cause You Love Me" el cual fue cancelado, aun así alcanzaron a grabar un vídeo de este. El 21 de marzo de 2013 un día después de su última presentación en 'Ten - The Hits Tour 2013' por medio de sus páginas oficiales anunciaron su separación como grupo.

### 2020-presente: Muerte de Sarah Harding y The Girls Aloud Show
El 26 de agosto de 2020, Harding anunció que le habían diagnosticado cáncer de mama que se había extendido a "otras partes" de su cuerpo. En marzo de 2021, afirmó que la enfermedad era terminal y que no "vería otra Navidad". Falleció el 5 de septiembre de 2021 a la edad de 39 años. El 24 de julio de 2022, Girls Aloud apareció en Hyde Park para concienciar y recaudar fondos para la investigación del cáncer de mama. Tweedy, Roberts y Coyle participaron en el evento, mientras que Walsh participó en un evento remoto.
En mayo de 2024, el grupo se embarcará en una gira de arenas llamada "The Girls Aloud Show". Consta de quince espectáculos y estará dedicada en memoria de Harding y servirá como una "celebración" de su música.

## Discografía
| Álbumes de estudio - 2003: Sound Of The Underground - 2004: What Will the Neighbours Say? - 2005: Chemistry - 2007: Tangled Up - 2008: Out of Control 'Álbumes recopilatorios - 2006: The Sound of Girls Aloud - 2012: Ten Remixes y EP - 2007: Mixed Up - 2008: Girls A Live - 2009: Singles Box Se Álbumes en Vivo - 2009: Out Of Control: Live From The O2 | Sencillos - 2002: Sound of the Underground - 2003: No Good Advice - 2003: Life Got Cold - 2003: Jump - 2004: The Show' - 2004: Love Machine - 2004: I'll Stand by You - 2005: Wake Me Up' - 2005: Long Hot Summer - 2005: Biology - 2005: See the Day - 2006: Whole Lotta History - 2006: Something Kinda Ooooh - 2006: I Think We're Alone Now - 2007: Walk this way con Sugababes | - 2007: Sexy! No No No... - 2007: Call the Shots - 2008: Can't Speak French' - 2008: The Promise - 2009: The Loving Kind - 2009: Untouchable - 2012: Something New Otros sencillos - 2008: "Theme to St. Trinian's" - 2012: Beautiful Cause You Love Me |